# Maurice Blanchot
Maurice Blanchot (* 22. September 1907 im Weiler Quain, Gemeinde Devrouze im Département Saône-et-Loire, Burgund; † 20. Februar 2003 in Le Mesnil-Saint-Denis, Département Yvelines, bei Paris) war ein französischer Journalist, Philosoph, Literaturtheoretiker und Schriftsteller.

## Leben/Schreiben
Blanchot wuchs mit drei Geschwistern in wohlhabenden, katholisch geprägten Verhältnissen auf. Ab 1925 studierte er Philosophie und Deutsch in Straßburg. Dort befreundete er sich mit Emmanuel Levinas.
Blanchot bewegte sich in den 1930er-Jahren nahezu ausschließlich in rechten und rechtsextremen intellektuellen Zirkeln. Seine Aufsätze erscheinen in ihren Zeitschriften wie Le Combat, den Cahiers mensuels oder auch L'Insurgé. Beim nationalistischen, germanophoben Wochenmagazin Aux Écoutes fungiert er vermutlich schon ab 1934, spätestens aber ab 1937 als Chefredakteur. Spätestens ab 1936 nutzt er diese Organe auch, um neben antidemokratischen Ressentiments auch Judenhass zu verbreiten. So warnte er vor den aus Deutschland geflüchteten Juden (Juifs émigrés) als Kriegstreibern, die begierig seien, die Franzosen „im Namen Moskaus oder Israels in einen direkten Konflikt zu stürzen“ („de précipiter les Français, au nom de Moscou ou au nom d'Israël, dans un conflit immédiat“). Dennoch war der systematische Antisemitismus der französischen Rechten ein Anlass für Blanchots politische Neuorientierung ab den 1940er-Jahren.
Blanchot-Forscher Christophe Bident hat in seiner Biographie die publizistische Tätigkeit jener Phase mit dem Ausdruck „défaut de pensée“ (Denkfehler / Abwesenheit von Gedanken) zusammengefasst, von der er sich durch die Arbeit am ersten Roman gleichsam emanzipiert habe. Diese entbinde ihn gleichwohl nicht von der Verantwortung für seine damaligen Schriften. Ähnlich bezeichnet der Philosoph und Blanchot-Kenner Michel Surya Blanchots frühen Rechtsextremismus ausdrücklich als „Verblendung“ (aveuglement). Während der Schweizer Verlag Diaphanes, in dem Blanchots Werk in deutscher Übersetzung erscheint, diesen ohne weiteres ein „Mitglied der Résistance“ nennt, ist auch dessen Tätigkeit in Institutionen des Vichy-Regimes gut dokumentiert. Spätestens seit den 1980er-Jahren wird sie erforscht. Insbesondere übernahm Blanchot eine wichtige Funktion in der Organisation Jeune France, die ab 1940 französische Künstler ohne Beschäftigung unterstützen sollte und finanziell unmittelbar vom Büro des Maréchal Pétain abhing. Allerdings half er nach Levinas' Verhaftung dessen Frau und Tochter, unterzutauchen. Um diese Zeit scheinen auch seine ersten Kontakte zur Résistance datieren, die einhergingen mit einer Zuwendung zur politischen Linken.
In der unmittelbaren Nachkriegszeit zog sich Blanchot weitgehend aus der Öffentlichkeit zurück: Er verlegte seinen Wohnsitz von Paris nach Èze-sur-Mer, vollendete seinen dritten und letzten Roman Le Très-Haut (1948), verfasste literarhistorische Essays und Erzählungen. Zwar wirkte Blanchot in jenen Jahren als Juror von Literaturpreisen, trat jedoch nur sporadisch als Kritiker in Erscheinung und enthielt sich auch öffentlicher politischer Äußerungen gänzlich. Das änderte sich 1958: Im Verbund mit ehemaligen Resistance-Kämpfern wie der Autorin Marguerite Duras, Dionys Mascolo und dem Dichter Robert Antelme protestierte er gegen die Machtübernahme durch Charles de Gaulle und wirkte an der „Erklärung des Rechts auf Ungehorsam im Algerienkrieg“ mit, für deren Titel  „Manifest der 121“ er verantwortlich zeichnete. Auch die 1968er-Bewegung fand in ihm einen konsequenten Fürsprecher. Als sein langjähriger Verleger Bruno Roy 1996 ein Buch des rechtsextremen Publizisten Alain de Benoist herausbrachte, kündigte Blanchot umgehend die Zusammenarbeit mit ihm auf und empfahl befreundeten Intellektuellen, den Verlag Fata Morgana fortan zu meiden. Roy versuchte Blanchot mit der Drohung zu erpressen, dessen frühen politischen Schriften bekannt zu machen, „a threat that left the latter totally indifferent“, wie Bident festgestellt hat.
Blanchots Einfluss auf die späteren poststrukturalistischen Theoretiker wie Jacques Derrida ist nur schwer zu überschätzen. Sein Werk lässt sich nicht als kohärente, umfassende Theorie bezeichnen, da es auf Paradoxien und Unmöglichkeiten aufbaut. Ein roter Faden innerhalb seines Schreibens ist die konstante Beschäftigung mit dem „Problem der Literatur“, das er als ein simultanes Zulassen und Infragestellen der zutiefst prekären Erfahrung des Schreibens beschreibt.
Sein bekanntestes literarisches Werk ist Thomas der Dunkle (1941), ein verstörend abstrakter Roman über die Erfahrung des Lesens. Der Name des Titelhelden lehnt sich an den Apostel Thomas aus der Bibel, den „Ungläubigen“, an. Ihm soll Jesus entgegnet haben: „Selig sind, die nicht sehen und doch glauben.“ Leslie Kaplan sieht ihr Schreiben vor allem von Blanchot beeinflusst. Joseph Hanimann schreibt über ihn:
M. B. hat die narrative Ereignisabstraktion auf die Spitze getrieben. Sein in Frankreich fast schon als klassisch geltendes Verfahren, nicht Ereignisse selbst, sondern nur Ereignisspuren in Blicken, Gedankenspielen, Verhaltensstörungen, inneren oder erinnerten Dialogen zu erzählen, ist in Deutschland noch immer nicht richtig bekannt. … (Eine) Erzählkunst in solcher Perfektion, dass jeder Übersetzungsanlauf an den Rand des Unmöglichen führen muss.

## Textproben
Das Desaster ruiniert „alles“ und läßt doch „alle“ bestehen. Es trifft nicht den einen oder den anderen, „ich“ werde nicht von ihm bedroht. In dem Maße, wie mich (weil verschont, beiseite gelassen) das Desaster bedroht, bedroht es in mir das, was außer mir ist, einen Anderen als mich, der ich, passiv, ein Anderer werde. Man wird vom Desaster nicht getroffen. Außer Reichweite ist der, den es bedroht, man kann nicht einmal sagen, ob von nah oder fern – das Unendliche der Bedrohung hat in gewisser Weise jede Begrenzung durchbrochen. Wir stehen am Rand des Desasters, ohne daß wir es in der Zukunft verorten könnten, es ist vielmehr immer schon vergangen, und trotzdem stehen wir am Rand oder unter der Androhung – alles Formulierungen, die die Zukunft einbezögen, wäre das Desaster nicht das, was nie kommt, was jede Ankunft verweigert hat.
Das Desaster denken (wenn das möglich ist, und es ist in dem Maß nicht möglich, wie wir ahnen, daß das Desaster „das Denken“ ist), heißt, keine Zukunft mehr zu haben, um es überhaupt zu denken.
Die Antwort ist das Unglück der Frage. (Maurice Blanchot, L’Entretien infini, 1969 (Gallimard), S. 15)
Der Roman hat von der These als solcher nichts zu fürchten – unter der Bedingung, dass die These akzeptiert, ohne den Roman nichts zu sein. Denn der Roman hat seine eigene Moral: Doppelsinn und Zweideutigkeit. (1945)
Über Literatur:
Abstieg in die Tiefe, Annäherung an die Einsamkeit, Behauptung eines Bezugs, welcher der Möglichkeit, dem Vermögen und der Macht entgeht, Erfahrung des Dunkels, darin das Dunkle sich gibt in seiner Dunkelheit. Alles in diesem Bereich ist unbestimmt, denn der Künstler muss, wie Orpheus, hinabsteigen zu dem, was es an Äußerstem gibt, zu dem Punkt, da Kunst, Verlangen, Raum und Tod sanft erscheinen. (Brief an seinen Übersetzer Gerd Henniger, Anfang der 1960er Jahre)

## Werke (Auswahl)
- Die wesentliche Einsamkeit. Deutsch Gerd Henniger. Henssel Verlag, Berlin 1959; Reprint ebd. 1984 ISBN 3-87329-048-0 (beide vergriffen); wieder im Sammelband M. B., Das Neutrale. Philosophische Schriften und Fragmente. Übers. Marcus Coelen. Diaphanes, Berlin, Zürich 2008, ISBN 978-3-03734-019-6, S. 93–103
- Le livre à venir,  Gallimard,  Paris 1959, dt. Der Gesang der Sirenen. Essays zur modernen Literatur, Carl Hanser, München 1962
- Die Eroberung des Raumes. [1964, Sonderausgabe der „Revue Internationale“] (über Gagarin) übers. von Emmanuel Alloa, in: Zs. Atopia, Jg. 10  .
- Wiederholung und Verdoppelung. Notiz über Literatur und Interpretation. in: Neue Rundschau, 1988, Heft 2, S. 121–130 Fischer TB. ISBN 3-596-29030-9[15]
- Paix, paix au lointain et au proche in: Colloque des intellectuels juifs (Hrsg.): Difficile justice. Dans la trace d'Emmanuel Levinas Actes du 36ème Colloque des intellectuels juifs de langue française. Textes reunis par Jean Halperin et Nelly Hansson. Albin Michel, Paris 1998, S. 7–12.
- A la rencontre de Sade. In: Les temps modernes, Heft 25, 3. Jg. (1947), S. 577–612; mit geändertem Titel La raison de Sade. In: Ders.: Lautréamont et Sade. Édition de Minuit, Paris 1949.- Deutsch: Sade. Übersetzt von Johannes Hübner. Henssel, Berlin 1963 & 1986, ISBN 3-87329-117-7
- Sade et Restif de La Bretonne Éd. Complexe, Bruxelles 1986 (Reihe: Le Regard littéraire, 5).
- Politische Schriften 1958–1993. Übers. Marcus Coelen. Diaphanes, Zürich 2007. ISBN 978-3-03734-005-9
- Das zerstückelte Unendliche. Leslie Kaplans „Der Exzeß – Die Fabrik“. Übers. Peter Gehle, Schreibheft Heft 27, 1986, S. 24.[16]
- Von Kafka zu Kafka. Frankfurt am Main: Fischer 1993. Übersetzt von Elsbeth Dangel-Pelloquin (Franz.: De Kafka à Kafka Paris: Gallimard 1981 = collection idées 453).
- Jener, der mich nicht begleitete. Übers. Jürg Laederach. Urs Engeler Editor, Basel 2006. ISBN 978-3-938767-13-9
- Attention. Wachsamkeit. Merve Verlag, Berlin 2009. ISBN 978-3-88396-252-8
- Die uneingestehbare Gemeinschaft. Übers. Gerd Bergfleth. Matthes & Seitz Berlin, Berlin 2007. ISBN 978-3-88221-892-3
- Das Neutrale. Philosophische Schriften und Fragmente. Übers. Marcus Coelen. Diaphanes, Zürich 2010. ISBN 978-3-03734-019-6
- Die Freundschaft, mit einem Nachwort von Gerhard Poppenberg; übersetzt von Uli Menke, Ulrich Kunzmann u. a. Matthes & Seitz Berlin, Berlin 2011, ISBN 978-3-88221-543-4
- Der Allerhöchste. Roman. Übers. Nathalie Mälzer-Semlinger. Matthes & Seitz Berlin, Berlin 2011. ISBN 978-3-88221-627-1
- Vergehen. Übers. von Marcus Coelen. Diaphanes, Zürich 2011. ISBN 978-3-03734-177-3
- Die zwei Fassungen des Imaginären. [1951] Übers. von Emmanuel Alloa. in: E. Alloa (Hg.) Bildtheorien aus Frankreich. Eine Anthologie, Fink, München 2011, S. 89–101. ISBN 978-3-7705-5014-2
- Nachträglich. Die Idylle. Das letzte Wort. Übers. v. Marco Gutjahr & Jonas Hock. Diaphanes, Zürich 2012. ISBN 978-3-03734-186-5
- Der literarische Raum. Übers. v. Marco Gutjahr & Jonas Hock. Diaphanes, Zürich 2012[17] ISBN 978-3-03734-182-7
- Eine Stimme von anderswo. Mit einem Nachwort von Emmanuel Alloa. Herausgegeben und übersetzt von Marco Gutjahr. Turia + Kant, Wien/Berlin 2015. ISBN 978-3-85132-759-5
- Der Wahnsinn des Tages. Mit einem Nachwort von Michael Holland. Herausgegeben und übersetzt von Marco Gutjahr. Turia + Kant, Wien/Berlin 2016. ISBN 978-3-85132-840-0
- Aminadab. Übers. v. Marco Gutjahr. Diaphanes, Zürich 2019. ISBN 978-3-03734-655-6
- Notes sur Heidegger, Kimé, Paris 2023

Quelle: